# 圣老楞佐堂 (的里雅斯特)
圣老楞佐堂（San Lorenzo）是一座罗马天主教教堂，位于意大利北部威尼托大区城市维罗纳市中心的加富尔大道（Corso Cavour），为罗马式建筑风格。

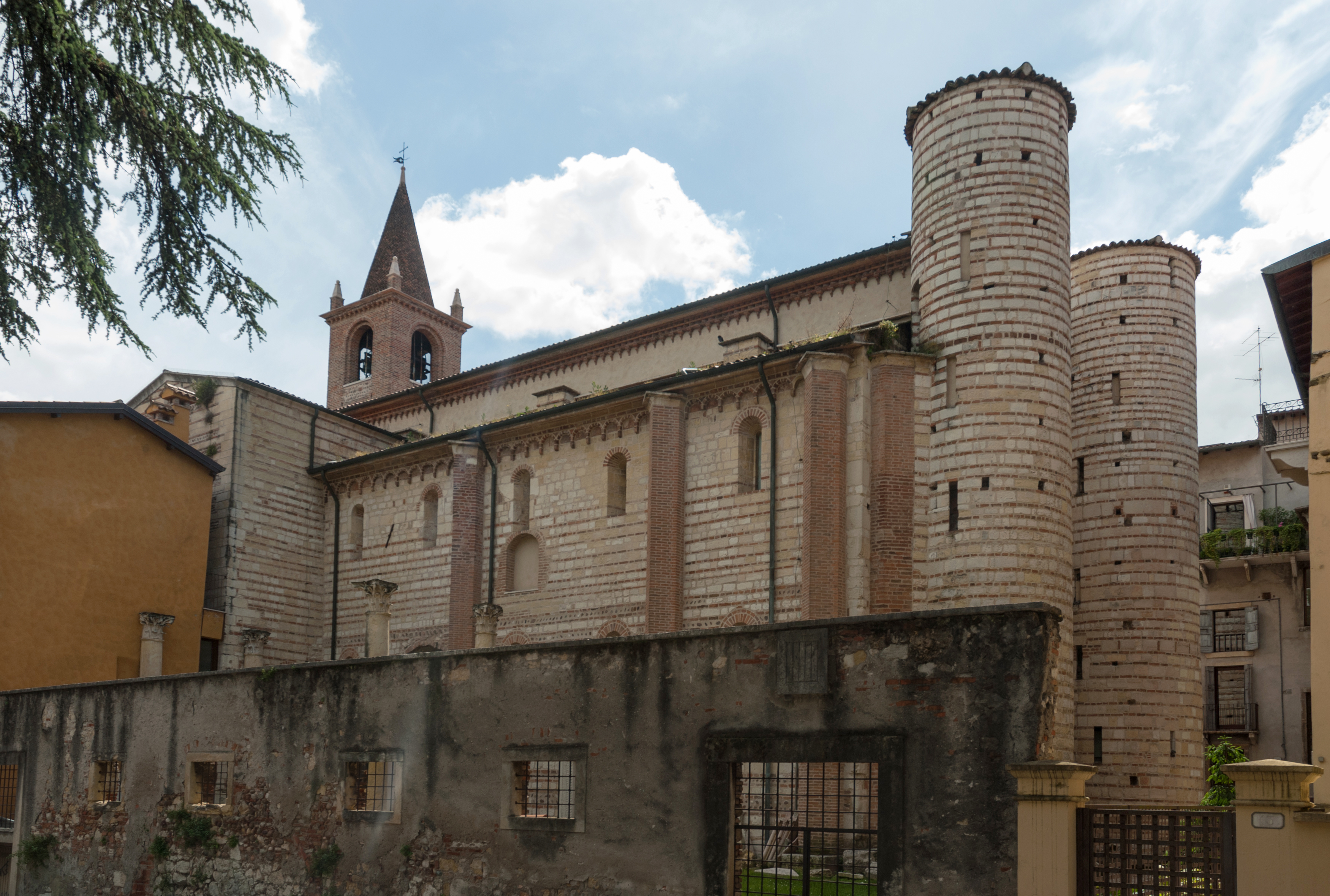
立面塔和钟楼

## 历史
自4世纪以来，这个地点就已存在教堂。目前的教堂是1117年被地震破坏后，在12世纪重建的。它经历过几次修复，包括1877年的一次和二战以后。修建该建筑时，交替使用砖块和石头，因此使得其内部的柱子、大部分的墙壁，以及后殿，都呈现出惊人的条纹图案。

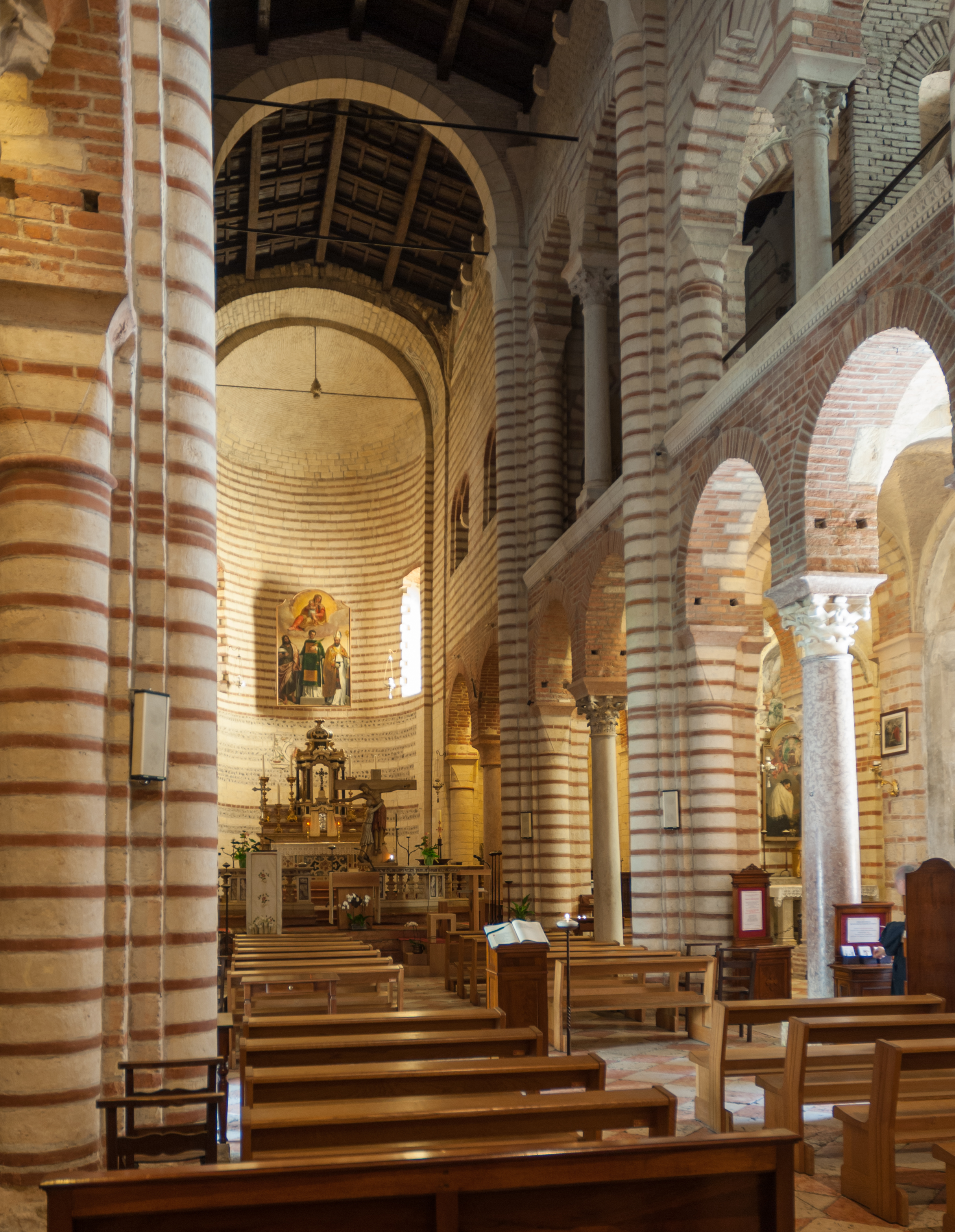
内部

钟楼于1468年添加，五口钟铸造于1830年，仍然发出“维罗纳钟声”（Compane alla Veronese）。
其立面也是不同寻常，被两座圆柱形塔楼遮挡的楼梯，通往中殿旁边的上层走廊。上层走廊据认为是由参加礼拜的妇女使用.
正祭台上有多梅尼科·布鲁萨索奇的《圣母子与圣徒》（1566年）。该堂还有13至14世纪的壁画残片，在左侧的小堂，尼科洛·乔尔菲诺的《大卫》。
1750年的一份清单，指出祭坛的左边是拉斐尔的《圣母子与圣若翰洗者，若瑟和亚纳》的副本。该堂还有亚历山德罗·图尔奇和马特奥·布里达的画作。。